# 胡桃坂仁志
胡桃坂 仁志（くるみざか ひとし、1967年1月30日 - ） は、日本の生物学者、薬剤師。東京大学定量生命科学研究所教授。ERATO「胡桃坂クロマチンアトラスプロジェクト」研究総括。

## 人物・経歴
愛知県名古屋市出身。1985年愛知県立昭和高等学校卒業。高校在学中中学生日記に1年間出演。高校卒業後はミュージシャンを目指すため上京し、1989年東京薬科大学薬学部卒業。薬剤師免許取得。音楽を続けるために大学院に進み、1991年東京薬科大学大学院薬学研究科博士前期課程修了。東京薬科大学大学院中退後、1995年埼玉大学大学院理工学研究科博士後期課程修了、博士（学術）。
同年アメリカ国立衛生研究所博士研究員（アラン・ウォルフ研究室）。1997年理化学研究所研究員。2003年早稲田大学理工学部電気・情報生命工学科助教授。2007年早稲田大学先進理工学部電気・情報生命工学科准教授。2008年早稲田大学理工学術院先進理工学部電気・情報生命工学科教授。2018年早稲田大学名誉教授、東京大学定量生命科学研究所教授。2019年ERATO「胡桃坂クロマチンアトラスプロジェクト」研究総括。

## 著作

### 著書
- 『イラストでみるやさしい先端バイオ』羊土社 2002年
- 『基本がわかれば面白い!バイオの授業』羊土社 2006年

### 編書
- 『タンパク質実験マニュアル』朝倉書店 2006年
- 『目的別で選べる核酸実験の原理とプロトコール』（平尾一郎と共編）羊土社 2011年
- 『あなたのタンパク質精製、大丈夫ですか? 』（有村泰宏と共編）羊土社 201年
- 『教科書を書き換えろ！染色体の新常識 : ポリマー・相分離から疾患・老化まで』（平野達也と共編）羊土社 2018年

## 受賞
- 日本生化学会JB論文賞 (2016)[1]
- 日本生化学会JB論文賞 (2018)[1]
- 日本生化学会柿内三郎記念賞 (2018)[1]
- 手島精一記念研究賞（研究論文賞） (2020)[1]
- 持田記念学術賞(2020)[4]
- 科学技術分野の文部科学大臣表彰科学技術賞 研究部門 (2021)[1]
- 日本生化学会JB論文賞 (2021)[1]
- 上原賞 (2022)
- 東レ科学技術賞 (2024)